# مجبينة
مجبينة  قرية سوريّة تتبع إداريّاً لمحافظة حلب منطقة جبل سمعان ناحية دارة عزة، بلغ تعداد سكانها 404 نسمة حسب التعداد السكاني لعام 2004.